# Буркина-Фасо
Буркина́-Фасо́ (встречается также написание без дефиса: Буркина́ Фасо́; мооре Burkĩna Faso, фула 𞤄𞤵𞤪𞤳𞤭𞤲𞤢 𞤊𞤢𞤧𞤮𞥅 / Burkina Faso, дьюла ߓߙߎߞߌߣߊ߫ ߝߊ߬ߛߏ߫ Burukina Faso, фр. Burkina Faso [buʁkiˈna faˈso]) — государство в Западной Африке, до 4 августа 1984 года называвшееся Республика Ве́рхняя Во́льта (фр. République de Haute-Volta). Согласно Конституции страны (статья 31), «Фасо — это республиканская форма государства», то есть «Фасо» является синонимом слова «Республика».
Граничит с Мали на севере, с Нигером — на востоке, с Бенином — на юго-востоке, с Того и Ганой — на юге и с Кот-д’Ивуаром — на юго-западе. Выхода к морю не имеет.
Территория — 274 200 км², население — 20,8 млн человек (в 2020 году, перепись). Столица — Уагадугу.

## Этимология
Название страны означает «родина честных людей» (в переводе с языка мооре буркина́ — «прямой, честный», в переводе с языка дьюла фасо́ — «отечество»). 
До 1984 года страна называлась «Верхняя Вольта», что было обусловлено гидронимами её важнейших рек: Белая Вольта и Чёрная Вольта при слиянии образуют реку Вольта. В то же время, поскольку по международной традиции название страны передавалось на другие языки с переводом его первой части, возникали разночтения: так, во франкоязычных странах оно выглядело как От-Вольта (фр. Haute Volta), англоязычных — Upper Volta, испаноязычных — Alto Volta, русскоязычных — «Верхняя Вольта» и т. д. Для придания стране единого названия был принят вариант Буркина-Фасо, который во всём мире передаётся либо в транскрипции, либо в оригинальной форме Burkina Faso.

## Физико-географическая характеристика

### География

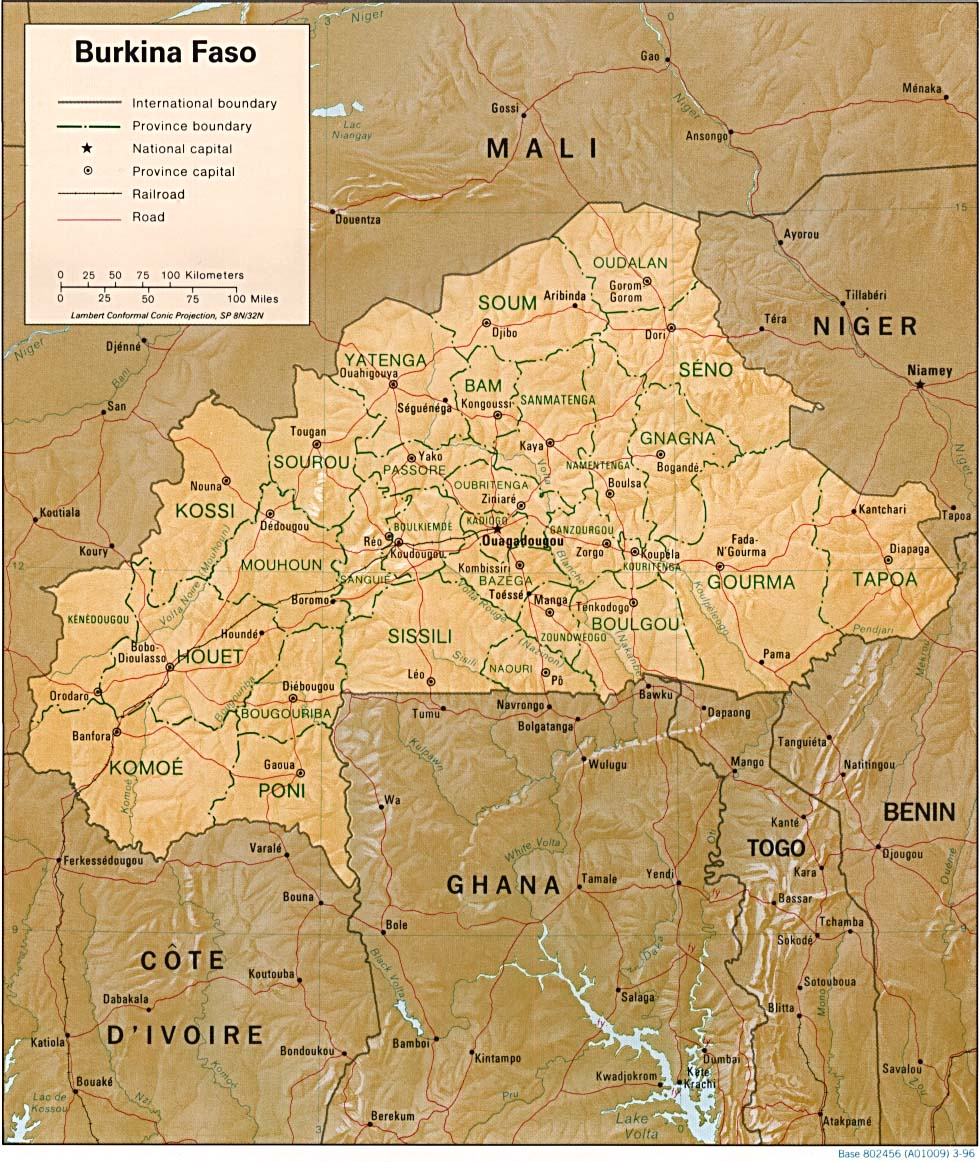
Буркина-Фасо на карте

Большая часть поверхности страны — денудационное плато высотой 200—500 м, над пенепленизированной поверхностью которого поднимаются островные куполообразные холмы. На юго-западе расположено песчаниковое плато высотой до 749 м (гора Тена-Куру — высшая точка Буркина-Фасо), а на юго-востоке, вдоль долины реки Оти, тянутся низменные аккумулятивные равнины, в северной части же встречаются цепи закреплённых песчаных дюн. Центральную часть страны, где расположена столица страны Уагадугу и где есть выходы докембрийских пород, называют «Центральное плато».
Речная сеть — около 20 рек; наиболее значительные из них — Чёрная Вольта и Белая Вольта. В сухой сезон все реки сильно мелеют или пересыхают.
Преобладает типичная и высокотравная саванна; местами — участки редкостойных саванновых лесов, кустарников. Леса занимают около 9 % территории страны.

### Климат
Климат субэкваториальный, с резко выраженным сухим сезоном (с ноября по март; в северных районах длится 8—10 мес.).

### Флора и фауна
Количество диких животных в стране сокращается. Встречаются львы, леопарды, слоны, буйволы, антилопы. Много птиц и пресмыкающихся. На болотистых берегах рек водятся бегемоты, крокодилы, водяные черепахи. В саванне много термитников. На юге страны распространена муха цеце.
В стране действуют четыре национальных парка и природные резерваты. На юго-востоке — национальный парк Арли, на востоке, на границе с Бенином и Нигером — национальный парк «W» (Дубль-Ве).

## История
В начале XI века на территорию страны пришли племена моси с северо-востока нынешней Ганы. Моси подчинили себе местные племена ньеньесе, груси и буса; племя догонов отступило на север. На территории современной Буркина-Фасо с XIV века существовали государства Уагадугу, Ятенга, Тенкодого и Фадан-Гурма. С XIV по XVI век государство Ятенга завоевало часть территорий соседних Мали и Сонгай.
В конце XIX века началась колонизация земель французами. В 1895 году ими была разбита армия государства Ятенга, в 1897 году Фадан-Гурма признала протекторат Франции. С 1904 по 1919 год Верхняя Вольта входила во французскую колонию Верхний Сенегал — Нигер, затем была выделена в отдельную колонию. В 1915—1917 большую часть страны охватило антиколониальное восстание Вольта-Бани. В 1934 году была построена железная дорога до Абиджана. В 1947 году была восстановлена колония Верхняя Вольта. Набирало силу «Африканское демократическое объединение» (АДО), во главе которого сначала стоял Кулибали, затем — Морис Ямеого. С 1947 года по 1958 год Французская Верхняя Вольта была заморской территорией Франции, затем была образована автономная Республика Верхняя Вольта в составе Французского сообщества. В 1958 Верхняя Вольта выразила желание присоединиться к планировавшейся тогда и существовавшей в 1959—1960 годах Федерации Мали (Мали и Сенегал), однако, под давлением соседствующего с ней Берега Слоновой Кости, она отказалась от участия в этой федерации. Президентом республики в декабре 1959 года стал Ямеого, первым делом запретивший все политические партии, кроме своей.
5 августа 1960 года Ямеого провозгласил независимость государства Верхняя Вольта и стал её президентом.

Первый президент Верхней Вольты Морис Ямеого

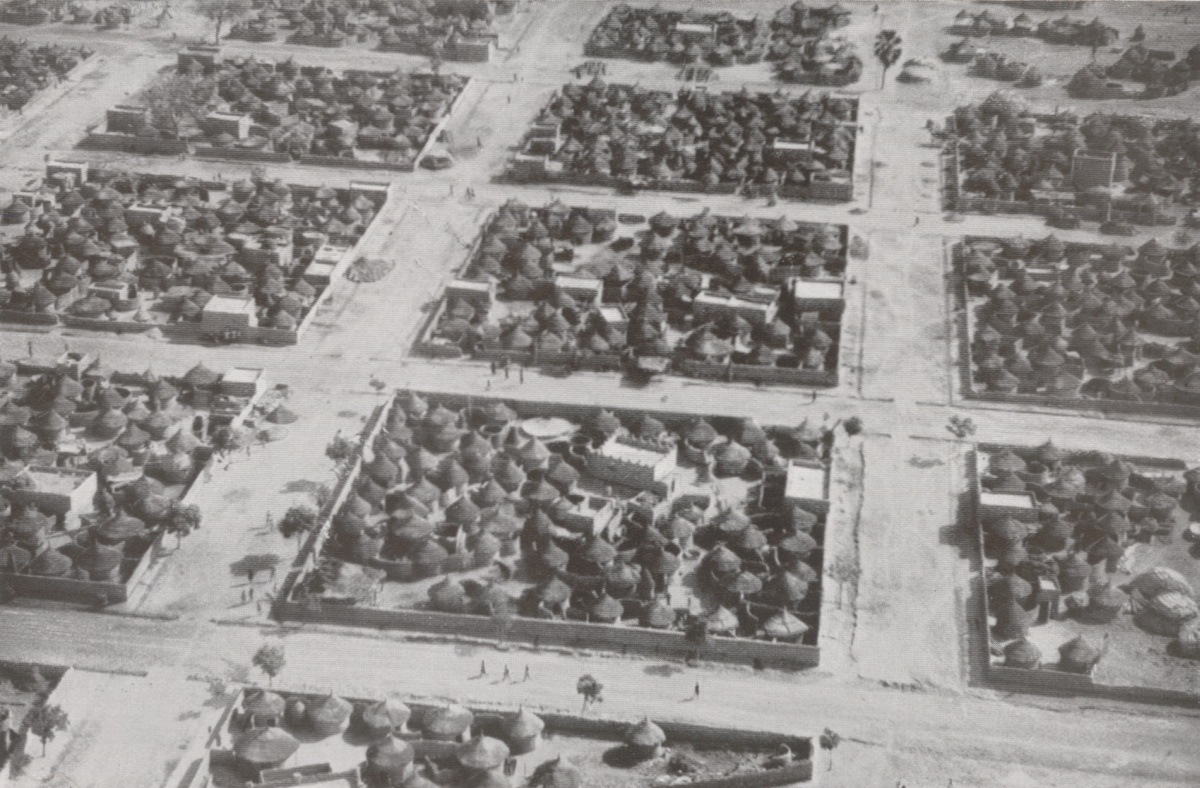
Уагадугу в 1930 г.

В январе 1966 года началась общенациональная забастовка, в результате которой Ямеого был свергнут. Власть перешла к военным во главе с подполковником Сангуле Ламизаной.
В 1970 году была принята новая конституция, разрешены политические партии, Ламизана (ставший бригадным генералом) был избран всеобщим голосованием президентом страны. Тем не менее накануне очередных президентских выборов в 1974 году обострились разногласия среди руководства правящей партии и в феврале 1974 года Ламизана узурпировал власть. В 1977 году Ламизана вернул страну к гражданскому правлению.
Но в ноябре 1980 года в Верхней Вольте снова был установлен военный режим во главе с полковником Сайе Зербо. Принятая в 1977 году Конституция Верхней Вольты была отменена, власть в стране перешла к Военному комитету.
В ноябре 1982 года Зербо был смещён в результате очередного военного переворота, приведшего к власти майора Жана Батиста Уэдраого. В 1983 году новый президент решил порвать с «левыми» в своём правительстве, одной из мер стало удаление из кабинета министров приверженца социалистических взглядов капитана Тома Санкары.
В результате следующего военного переворота в августе 1983 года Санкара стал главой государства и провозгласил курс на социальную революцию. 4 августа 1984 года по его инициативе страна была переименована в Буркина-Фасо.
В 1985 году разгорелся пограничный конфликт с Мали из-за помещавшейся на недемаркированном участке границы территории, богатой минеральными ресурсами (так называемая «Агашерская война»). По решению Международного суда ООН, куда обратились стороны, спорная территория была поделена примерно пополам.
15 октября 1987 года Санкара был убит в результате переворота, произведённого его ближайшим соратником Блезом Компаоре. 11 июня 1991 года была принята новая конституция. В 1997 году были отменены ограничения на количество переизбраний президента, что дало Компаоре право занимать этот пост фактически пожизненно.
На фоне массовых демонстраций, спровоцированных подготовкой поправок к конституции, в соответствии с которыми президент Компаоре, находящийся у власти 27 лет, мог снова претендовать на этот пост в будущем году и остаться у власти ещё на 5 лет, 30 октября 2014 года в стране произошёл переворот, и к власти снова пришли военные. В стране был введён комендантский час. Правительство было отправлено в отставку, а парламент был распущен. Вместо них, был сформирован временный орган управления страной, который в течение года должен был восстановить конституционный порядок.
16 сентября 2015 года, менее чем за четыре недели до выборов, военные президентской гвардии Буркина-Фасо ворвались в здание, где проходило заседание правительства, и задержали и. о. президента страны Мишеля Кафандо. Кроме того, были задержаны премьер-министр Ицхак Зида и двое министров и объявлено о создании «Национального совета демократии», к которому перешла вся полнота власти. Путчисты объяснили свои действия «тяжёлой ситуацией, сложившейся в сфере безопасности накануне выборов» и необходимостью «воспрепятствовать дестабилизации обстановки в стране», но причина переворота была в другом: временное правительство Буркина-Фасо ранее объявляло о планах реструктуризации президентской гвардии, которая состоит из примерно 1200 солдат, что и послужило истинным поводом к мятежу. 23 сентября, не встретив поддержки ни у населения, ни в армии, гвардейцы объявили об «окончании» переворота, исполняющий обязанности президента Кафандо и премьер-министр Зида вернулись к исполнению своих обязанностей. 1 октября глава путчистов бригадный генерал Жильбер Дьендре был арестован.
24 января 2022 года в стране произошёл бескровный военный переворот; военные за сутки взяли территорию государства под контроль, президент страны был отстранён от власти, правительство и парламент распущены.
30 сентября 2022 года в Буркина-Фасо произошёл очередной военный переворот. Действующий временный президент Дамиба, пришедший к власти в результате переворота в январе 2022 года, был отстранён.
Временным лидером был назначен капитан Ибрагим Траоре. Сам Дамиба бежал в Того.
В 2024 году Буркина-Фасо, Мали и Нигер образовали Конфедерацию государств Сахеля.

## Население

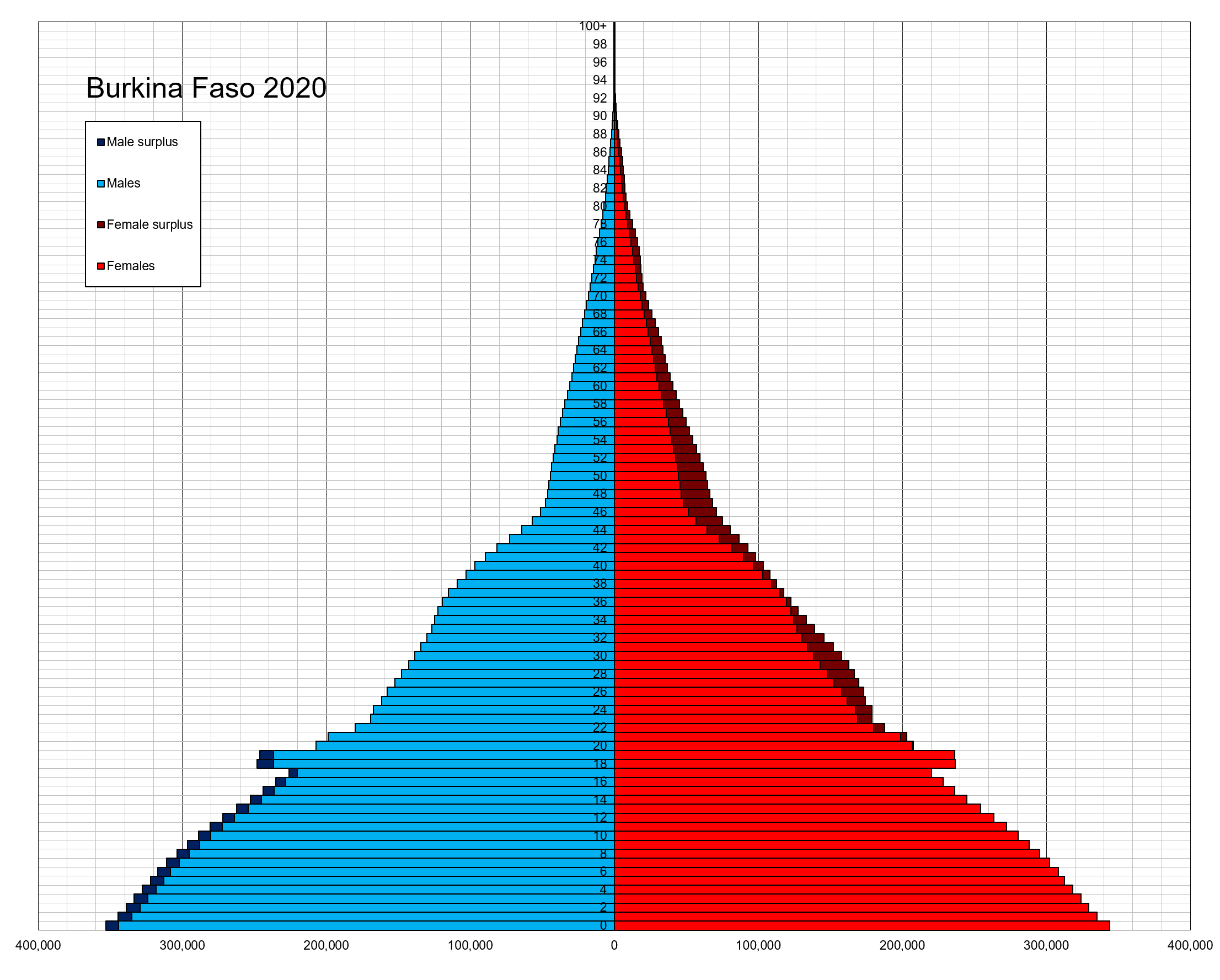
Возрастно-половая пирамида населения Буркина-Фасо на 2020 год

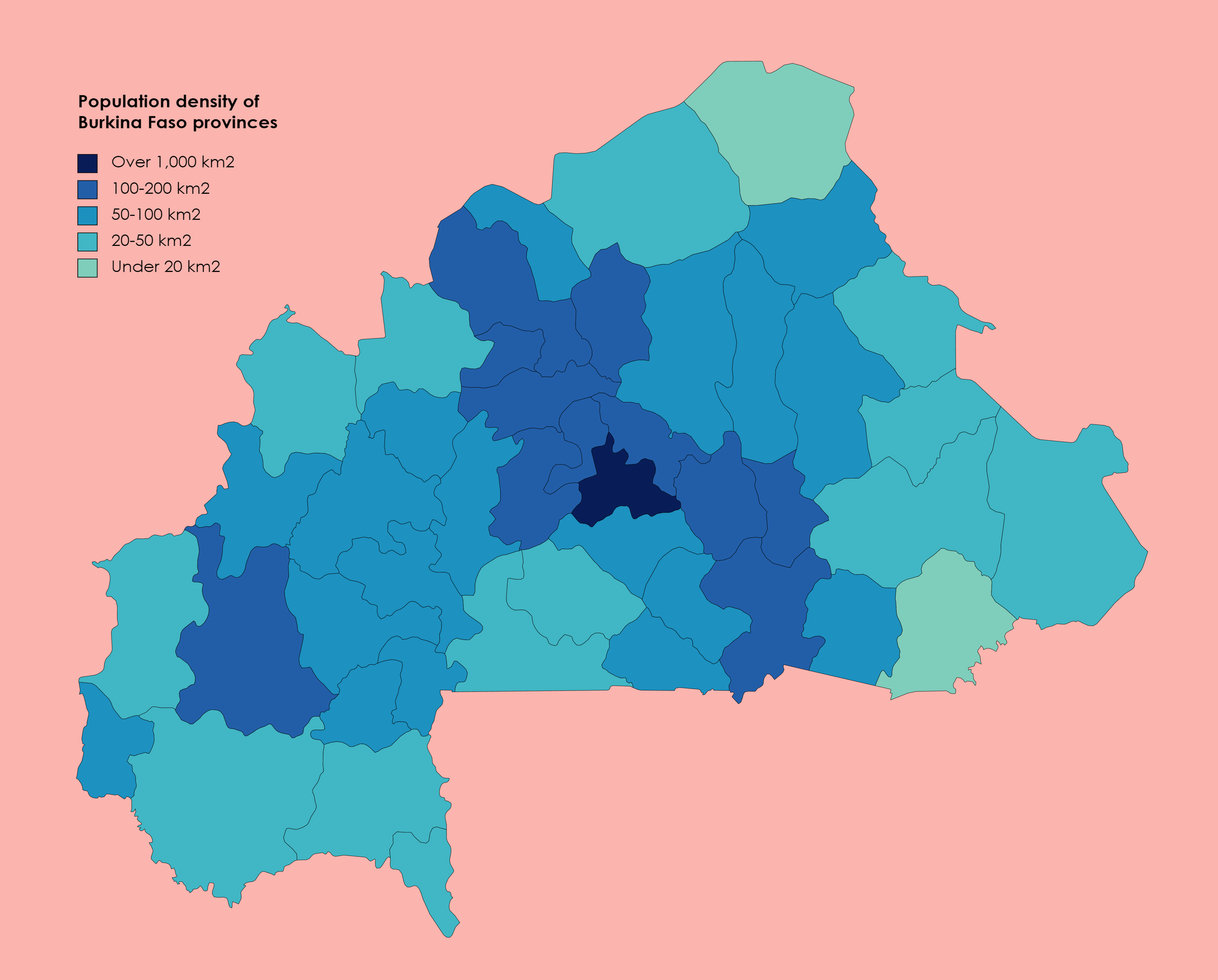
Плотность населения Буркина-Фасо по провинциям на 2019 год

Рост населения в Буркина-Фасо (млн. чел.) с 1960 по 2017 гг.

Коренное население Буркина-Фасо принадлежит к двум основным этническим группам: гур, которая включает крупнейший народ страны моси (48,6 % всего населения), а также сисала, мбуин, га, бобо (6,8 %), лоби (4,3 %), груси (6 %), гурма (7 %), сенуфо (2,2 %); и манде, к которой относятся буса (биса), само (сану) (6,5 %), хауса, сонинке, дьюла, фульбе; на севере живут сонгай и туареги.
Официальные языки с 2023 года — мооре, биса, фула и дьюла. Ранее таковым являлся французский, но в 2023 году его положение было снижено до рабочего языка.
Конфессиональный состав: мусульмане сунниты — 61,5 %, католики — 23,3 %, аборигенные культисты — 7,8 %, протестанты — 6,5 %, другие — 0,9 %.
Городское население — 30,6 %. Плотность населения — 76 чел./км².
Численность населения: 20,8 млн (перепись, июль 2020).
Естественный прирост:
- 2,66 %

Возрастной состав населения:
- 0—14 лет: 43,58 %
- 15—64 лет: 53,26 %
- 65 и старше: 3,16 %

Средний возраст населения:
- всего — 17,9 лет, в том числе
  - мужчин 17 лет
  - женщин 18,7 лет

Рождаемость:
- 35,1 на 1000 человек (20-е место в мире). Суммарный коэффициент рождаемости — 4,51 рождений на женщину (23-е место в мире)

Смертность:
- 8,2 на 1000 человек (84-е место в мире)

Младенческая смертность:
- 52 на 1000 младенцев (21-е место в мире)

Средняя продолжительность жизни:
- всего — 62,7 лет (208-е место в мире)
  - мужчин — 60,9 лет
  - женщин — 64,5 лет

Заражённость вирусом иммунодефицита (ВИЧ) — 0,7 % (перепись 2018).
Грамотность — 50,1 % мужчин, 32,7 % женщин (перепись 2018).

## Административно-территориальное деление

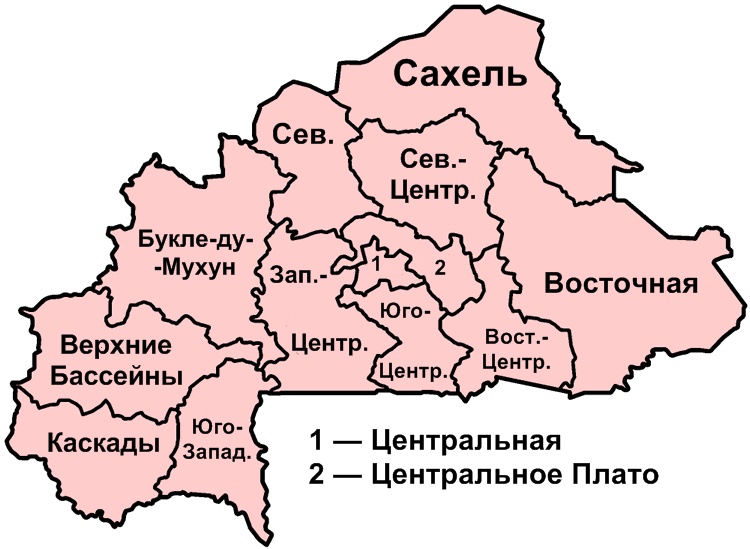
Области Буркина-Фасо

Буркина-Фасо разделена на 13 областей, 45 провинций и 301 территориальный департамент.
| №  | Область              | Область (Фр.)     | Административный центр | Кол-во провинций | Площадь км² | Население (2006), чел. | Плотность чел./км² |
| -- | -------------------- | ----------------- | ---------------------- | ---------------- | ----------- | ---------------------- | ------------------ |
| 1  | Букле-ду-Мухун       | Boucle du Mouhoun | Дедугу                 | 6                | 34 479      | 1 434 847              | 41,62              |
| 2  | Каскады              | Cascades          | Банфора                | 2                | 16 663      | 524 956                | 31,50              |
| 3  | Центральная          | Centre            | Уагадугу               | 1                | 2805        | 1 523 980              | 543,31             |
| 4  | Восточно-Центральная | Centre-Est        | Тенкодого              | 3                | 14 852      | 1 132 023              | 76,22              |
| 5  | Северо-Центральная   | Centre-Nord       | Кая                    | 3                | 19 508      | 1 203 073              | 61,67              |
| 6  | Западно-Центральная  | Centre-Ouest      | Кудугу                 | 4                | 21 853      | 1 183 473              | 54,16              |
| 7  | Юго-Центральная      | Centre-Sud        | Манга                  | 3                | 11 313      | 638 379                | 56,43              |
| 8  | Восточная            | Est               | Фада-Нгурма            | 5                | 46 256      | 1 209 399              | 26,15              |
| 9  | Верхние Бассейны     | Hauts-Bassins     | Бобо-Диуласо           | 3                | 26 606      | 1 410 284              | 53,01              |
| 10 | Северная             | Nord              | Уахигуя                | 4                | 17 601      | 1 182 770              | 67,20              |
| 11 | Центральное Плато    | Plateau-Central   | Зиниари                | 3                | 8545        | 693 137                | 81,12              |
| 12 | Сахель               | Sahel             | Дори                   | 4                | 36 130      | 969 881                | 26,84              |
| 13 | Юго-Западная         | Sud-Ouest         | Гауа                   | 4                | 16 576      | 624 056                | 37,65              |
|    | Всего                |                   |                        | 45               | 273 187     | 13 730 258             | 50,26              |

## Политическое устройство
- Глава государства — президент, избираемый всеобщим голосованием.
- Глава правительства — премьер-министр, назначаемый президентом.
- Парламент однопалатный (де-юре — двухпалатный) — Национальная ассамблея (111 депутатов избираются всеобщим голосованием на 5-летний срок).

До 2002 года действовала верхняя палата Парламента — Палата Представителей (Chambre des Representants, 178 мест, члены избирались на 3 года). Поправки к конституции, принятые в 2002 году упразднили её, сделав парламент однопалатным. Поправками к конституции 2012 года верхняя палата была восстановлена под названием Сенат, однако это решение так и не было приведено в исполнение из-за продолжившегося правительственного кризиса, завершившегося восстанием 2014 года.
По итогам выборов в 22 ноября 2020 года крупнейшая партия — «Народное движение за прогресс» (56 депутатов), вторая — «Конгресс за демократию и прогресс» (20 депутатов) и третья — «Новая эра для демократии» (13 депутатов). В парламенте представлены ещё 12 партий (от 1 до 12 депутата).
Согласно «Economist Intelligence Unit», страна в 2018 была классифицирована по индексу демократии как гибридный режим.

## Экономика

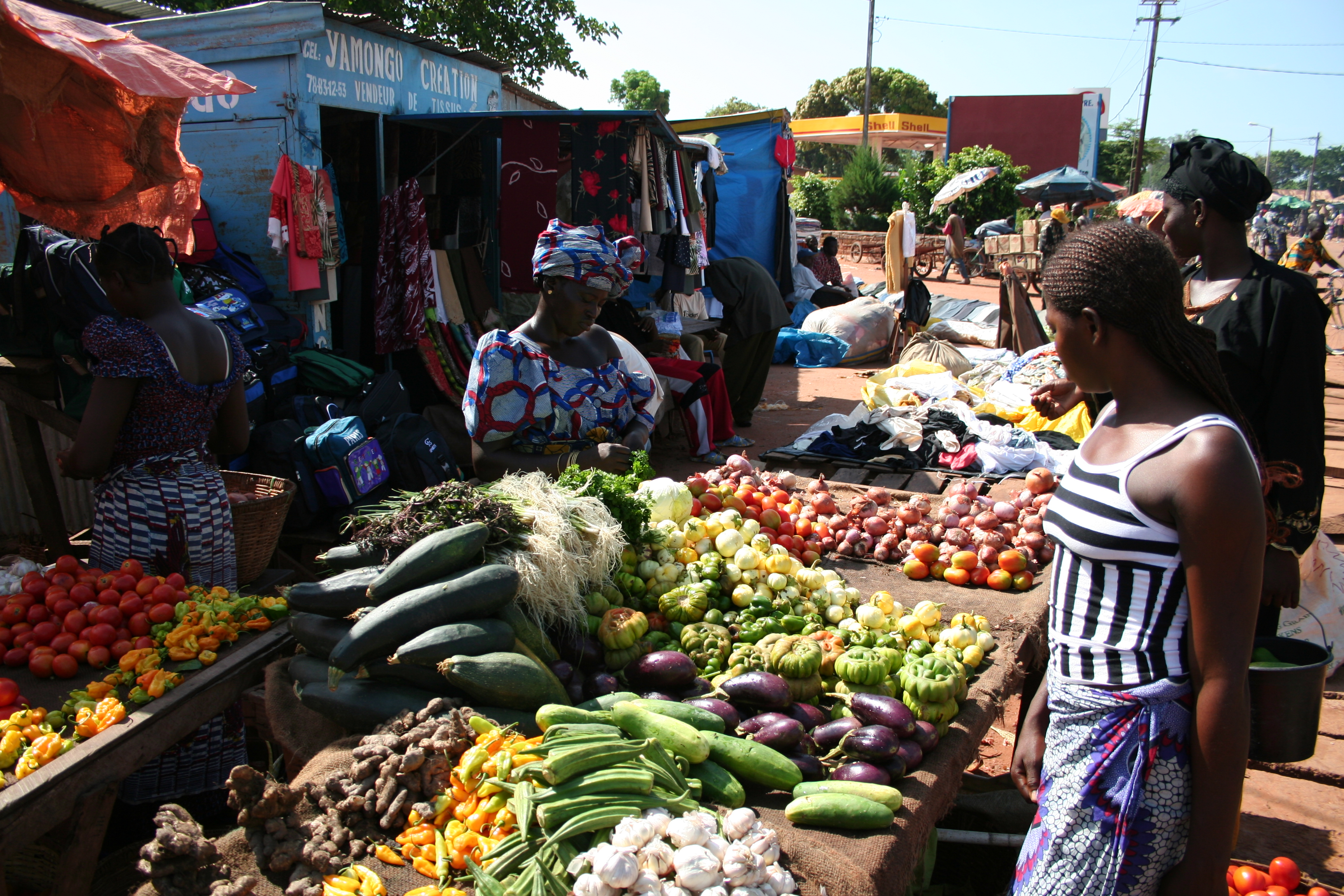
Продуктовый базар в Банфоре, Буркина-Фасо

Буркина-Фасо — слаборазвитое аграрное государство и одна из беднейших стран мира. 90 % работающих занимаются натуральным сельским хозяйством, которое страдает от частых засух. Основные экспортные культуры — хлопок и арахис.
Природные ресурсы — месторождения марганцевых и медных руд, золота, фосфоритов, никеля, титана.
ВВП на душу населения в 2009 году — 1,2 тыс. долл. (206-е место в мире). В крайней бедности живёт около половины населения.
Сельское хозяйство — хлопчатник, арахис, масличное дерево, сорго, просо, кукуруза, рис; разводятся овцы и козы.
Промышленность — обработка хлопка, производство напитков, обработка сельхозпродукции, производство мыла, сигарет, текстиля, добыча золота.
Экспорт — 2,36 млрд долл. в 2017 году, по сути основными экспортными товарами являются золото (79 %), хлопок-сырец (7,7 %) и цинковая руда (5,4 %).
Основные покупатели — Швейцария (1,32 млрд долл.) и Индия (0,645 млрд долл.), на которые приходится 56 % и 27 % соответственно, а также Турция 2,6 %, Германия 2,4 % и Испания 2,2 %.
Импорт — 2,27 млрд долл. в 2017 году — машины и оборудование (22 %), изделия из пластика и резины (18,3 %), химические товары (16,9 %), а также продукты питания, строительные материалы, нефтепродукты.
Основные поставщики — Гана (21 %), Франция (12 %), КНР (8 %), Индия (6 %), Того (5,9 %).
Входит в международную организацию стран АКТ.

## Образование
В 1968 году значительная часть населения была неграмотной, лишь 7,2 % детей посещали школы, однако ситуация улучшилась и к 2009 и 2012 годам в школу ходили 77,6 и 84,9 % детей соответственно.

## СМИ
Государственная телерадиокомпания rtb (Radio Télévision du Burkina — «Радио и телевидение Буркины») включает в себя радиостанцию Radio Nationale Burkina, запущенную SORAFOM в 1958 году как Radio Haute Volta, и телеканал Télévision Nationale du Burkina, запущенный в 1963 году.

## Спорт
На территории страны проходит ежегодная международная велогонка Тур дю Фасо, являющаяся африканским аналогом Тур де Франс.
Сборная Буркина-Фасо по футболу никогда не пробивалась на чемпионаты мира, но на африканском уровне с конца 1990-х годов выступает достаточно успешно. Основной успех — выход в финал Кубка африканских наций 2013 года, где буркинийцы уступили сборной Нигерии (0:1). Лидерами сборной в XXI веке являлись и являются такие игроки как Жонатан Питруапа, Мумуни Дагано, Шарль Каборе, Ален Траоре. Почти все ведущие буркинийские игроки получили футбольное образование во французских клубах.

## Праздники
- 1 января — Новый год
- 3 января — Годовщина восстания 1966 года
- 8 марта — Женский день
- 1 мая — День Труда
- 5 августа — День Независимости (от Франции, 1960)
- 11 декабря — Национальный День или День Республики (годовщина образования автономной Республики Верхняя Вольта в рамках Французского Сообщества, 1958)